# Ściony
Ściony – wieś w Polsce położona w województwie podlaskim, w powiecie bielskim, w gminie Brańsk.
W 1921 roku wieś liczyła 21 domów i 120 mieszkańców, w tym 79 katolików, 32 prawosławnych i 9 wyznawców judaizmu.
W latach 1975–1998 miejscowość administracyjnie należała do województwa białostockiego.
Wierni kościoła rzymskokatolickiego należą do parafii Wniebowzięcia Najświętszej Maryi Panny w Hodyszewie.